# Love Potion No. 9 (bài hát)
"Love Potion No. 9" là một bài hát nổi tiếng được viết vào năm 1959 bởi Jerry Leiber và Mike Stoller. Ban đầu nó được trình bày bởi The Clovers, nhóm nhạc đã đưa bài hát lên hạng # 23 trên bảng xếp hạng Mỹ năm đó . Bài hát mang màu sắc trẻ trung của tuổi vị thành niên.
Bài hát về sau được nhiều ca sĩ hát lại (cover) và cũng được đặt lời Việt dưới tên "Chỉ riêng mình ta"

## Lịch sử
Bài hát mô tả một người đàn ông cần sự giúp đỡ trong việc tìm kiếm tình yêu, vì vậy ông tìm gặp với một bà phù thủy Gypsy, người đã đọc lòng bàn tay và bảo rằng ông ta cần thuốc tình yêu "số 9" (Love Potion No. 9). Thuốc đó làm cho ông ta "yêu" mọi thứ ông nhìn thấy, hôn bất cứ điều gì trước mặt ông, cuối cùng hôn cả một nam cảnh sát ở góc phố, viên cảnh sát đó đã đập vỡ chai "Love Potion No.9" của ông.
Trong một phiên bản khác của bài hát, tác giả sửa lại lời hát cuối như sau:
"I had so much fun, that I'm going back again,
I wonder what happens with Love Potion Number Ten?"
Tạm dịch:
Tôi đã rất vui, tôi sẽ trở lại một lần nữa,
Tôi tự hỏi thuốc tình yêu Potion Số 10 sẽ thế nào?
Một số đài phát thanh cấm bài hát này, do lời bài hát liên quan đến "hôn một cảnh sát nam".
Lời bài hát đề cập đến năm 1956, con số này thường được thay đổi thành năm 1996 hoặc 2006 khi thực hiện bởi các ca sĩ thế hệ sau cho hợp với những người không sinh ra trong năm đó.

## Các bản hát lại (cover)
- The Clovers (1959)
- Wayne Fontana and the Mindbenders (1963)
- The Searchers (1964),[4] bản "hit" hạng #3 tại Mỹ năm 1965
- Ronnie Dio and the Prophets (1964)
- Herb Alpert & The Tijuana Brass (1965)
- The Ventures (2/1965)
- Nancy Sit (1967)
- The Coasters (1971)
- Elkie Brooks (1976)
- Hurriganes (1978)
- The Nylons (1982)
- Tygers of Pan Tang (1982)
- Alvin and the Chipmunks (1988)
- Southern All Stars (1990)
- Carole Davis (nhạc phim Love Potion No. 9,hòa âm: James Wilson, J. Rodgers) (1992)
- Neil Diamond (1993)
- Robert Plant (2008)
- Giuliano Palma & the Bluebeaters (2009)
- Rockapella
- AC/DC
- The Alley Cats
- The White Stripes
- Flotsam and Jetsam
- MDC
- Gary Lewis & The Playboys

## Trong văn hóa đại chúng
- Bản thu của the Clovers được chọn làm nhạc nền cho American Graffiti (1973).[5]
- Là nhạc phim của bộ phim cùng tên same name.
- Bài hát cũng được hát trong phim ca nhạc Smokey Joe's Cafe.
- Bài hát cũng được hát trong phim Shrek 2. Chai "Tình dược" mà the Fairy Godmother đưa cho vua xứ Far Far Away (Xa Tít Tắp) cũng có số chín La Mã trên đó.
- Loạt trò chơi The Sims có "Love Potion 8.5".
- Một cuốn sách của Dav Pilkey là Ricky Ricotta's Mighty Robot có "Hate Potion #9" (thuốc "ghét" thứ 9)
- Phiên bản thứ 8 của trò chơi NERO có đề cập tới "Love Potion #9".
- Trong Fraggle Rock phần 1 nhân vật The Trash Heap đưa cho Wembley lọ Love Potion #9, làm ai ngửi cũng yêu anh ta.
- Bài hát "I'll Kiss You" của The Cyndi Lauper nhắc tới "love potion number 8" thì hỏng,nhưng "number 9" thì thành công.
- James Durbin hát bài này trong khi thi American Idol mùa 10.
- Lê Xuân Trường đặt lời Việt là "Chỉ Riêng Mình Ta", bài hát được Nguyễn Hưng biểu diễn thành công lần đầu tiên trong Paris By Night 45, năm 1998.
- Nghệ sĩ hài Hồng Đào trong vai Điêu Thuyền đã gảy đàn ca khúc này trong vở hài kịch "tiếng hát Điêu Thuyền", Paris by Night 68.
- Một nhóm hài miền Nam Việt Nam đã chế lại ca khúc này với tựa đề "Cá sale".